# His Night Out
His Night Out est un film muet sorti le 23 janvier 1915 aux États-Unis.

## Distribution
- Florence Lee
- Walter V. Coyle
- Gus Pixley
- Russ Powell (en)
- Madge Kirby
- Dave Morris